# Aeroport de Basilea-Mulhouse-Friburg
L'Aeroport de Basilea-Mulhouse-Friburg (codi IATA: BSL, MLH, EAP, codi OACI: LFSB) (en alemany: Flughafen Basel-Mülhausen-Freiburg; en francès: Aéroport Bâle-Mulhouse-Fribourg) o també anomenat EuroAirport és un aeroport situat a 6 km al nord-oest de Basilea (Suïssa), a 22 km al sud-est de Mülhausen (França) i a 70 km al sud de Friburg (Alemanya). Està localitzat en territori francès, concretament dins el municipi de Saint-Louis, prop de les fronteres suïssa i alemanya. L'any 2018 va gestionar 8.578.064 passatgers i 97.271 moviments d'aeronaus.

## Història
L'aeroport de Basilea-Mulhouse-Friburg va ser inaugurat, després de només dos mesos de treballs, el 8 de maig de 1946. El projecte ja havia estat planificat durant la Segona Guerra Mundial. França va facilitar els terrenys i Suïssa va construir les pistes d'aterratge i els edificis.

## Aerolínies i destinacions
| Aerolínies                                                        | Destinacions |
| ----------------------------------------------------------------- | --- |
| Aigle Azur                                                        | Alger, Constantina, Orà, Sétif |
| Air Algérie                                                       | Constantina |
| Air Arabia Maroc                                                  | Casablanca |
| Air France                                                        | París-Orly |
| Air France operat per CityJet                                     | Amsterdam |
| Air France operat per HOP!                                        | Lió, París-Charles de Gaulle de temporada: Ajaccio |
| Air Transat                                                       | de temporada: Montréal-Trudeau |
| Air VIA                                                           | de temporada: Burgàs |
| Austrian Airlines operat per Tyrolean Airways                     | Viena |
| British Airways                                                   | Londres-Heathrow |
| EasyJet                                                           | Barcelona, Berlín-Schönefeld, Madrid, Londres-Gatwick, Edimburg |
| EasyJet Switzerland                                               | Alacant, Amsterdam, Berlín-Schönefeld, Bordeus, Copenhaguen, Dresden, Düsseldorf, Edimburg, Fuerteventura, Las Palmas de Gran Canaria, Hamburg, Istanbul-Sabiha Gökçen, Lisboa, Màlaga, Marràqueix, Nantes, Nàpols, Niça, Palma, Porto, Pristina, Roma-Fiumicino, Tel-Aviv, Tenerife-Sud, Tessalònica, Venècia-Marco Polo de temporada: Ajaccio, Càller, Olbia, Split |
| Hello                                                             | Corfú, Djerba, Heraklion, Palma |
| Iceland Express                                                   | de temporada: Reykjavík-Keflavík |
| KLM operat per KLM Cityhopper                                     | Amsterdam |
| Lufthansa Regional operat per Augsburg Airways                    | Múnic |
| Lufthansa Regional operat per Lufthansa CityLine                  | Frankfurt, Múnic |
| Lufthansa Regional operat per Eurowings                           | Düsseldorf |
| Pegasus Airlines                                                  | Antalya, Bodrum, Istanbul-Sabiha Gökçen |
| Pegasus operat per IZair                                          | Esmirna |
| Swiss International Air Lines operat per Swiss European Air Lines | Barcelona, Brussel·les, Budapest, Copenhaguen, Hamburg, Londres-City, Praga, Roma-Fiumicino, Venècia, Zuric de temporada: Niça |
| TUIfly                                                            | Fuerteventura, Las Palmas de Gran Canaria de temporada: Burgàs, Corfú, Heraklion, Kos, Menorca, Palma, Rodes, Tenerife-Sud |
| Tunisair                                                          | Djerba |
| Turkish Airlines                                                  | Istanbul-Atatürk |
| Twin Jet                                                          | Marsella, Tolosa de Llenguadoc |